# José Luis Gioja
José Luis Gioja (Jáchal, San Juan, 4 de desembre de 1949) és un enginyer i polític argentí, escollit en tres ocasions com a governador de la província de San Juan. Ha estat diputat nacional i senador, arribant a ocupar la vicepresidència primera de la Cambra de Senadors. Pertany al Partit Justicialista (peronista).

## Biografia
L'any 2003 fou escollit governador de la província de San Juan, funció per la qual fou escollit de nou el 2007. El 8 de maig de 2011 guanyà una consulta popular que li permetés reformar la Constitució Provincial per ser candidat per una tercera vegada consecutiva. El 10 de desembre de 2011 assumí el seu tercer mandat.
L'11 d'octubre de 2013 patí un accident, quan viatjava en un helicòpter que va caure a terra, causant la mort de la diputada nacional Margarita Ferrá de Bartol. Aquella nit fou intervingut quirúrgicament per aturar i drenar una hemorràgia abdominal.
"Se li practicà una traqueotomia com a part de l'extracció progressiva del respirador, però continua amb assistència mecànica", va informar el secretari d'Informació Pública de la província cuyana, Luis Amín, en el moment de llegir un nou informe mèdic aquell 17 d'octubre.
El mandatari sanjuaní fou donat d'alta de l'Hospital Italià i va tornar a la seva província natal el 8 de febrer de 2014.